# St. Chad’s Cathedral

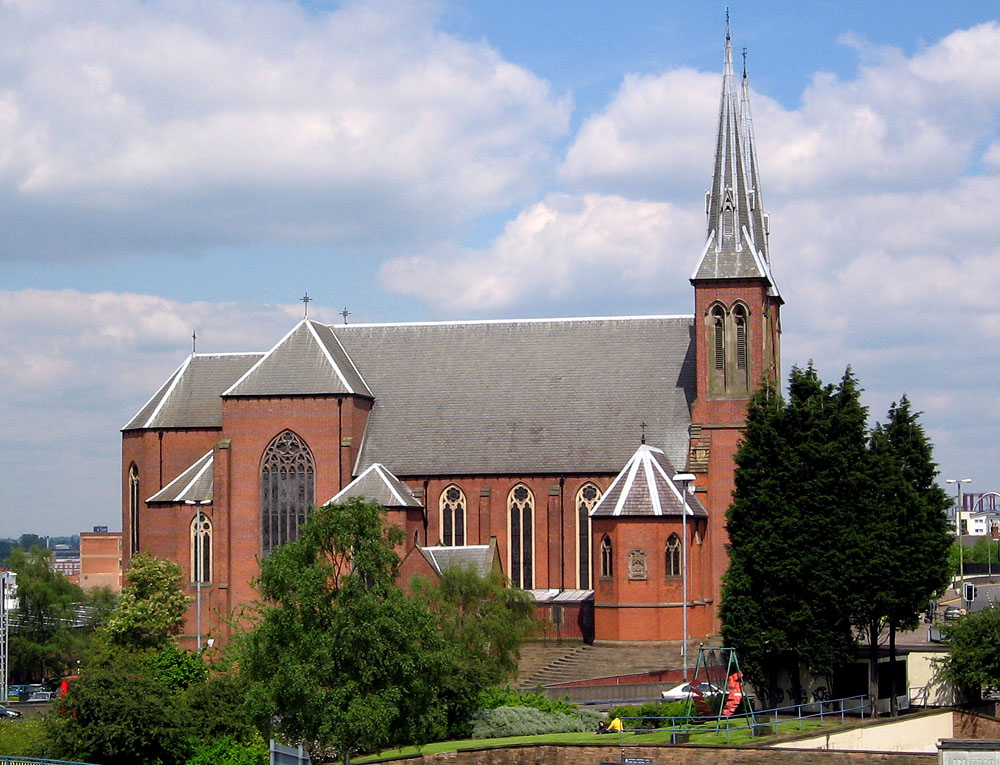
Die römisch-katholische St.-Chad’s-Kathedrale von Birmingham

Die Kathedrale von Birmingham (The Metropolitan Cathedral and Basilica of Saint Chad oder St. Chad’s Cathedral) ist die Mutterkirche der römisch-katholischen Erzdiözese Birmingham in der englischen Stadt Birmingham. Sie trägt das Patrozinium des heiligen Chad von York, der im 7. Jahrhundert Bischof von York war. Die Kirche wurde von Augustus Welby Northmore Pugin entworfen und im Wesentlichen 1841 vollendet. Sie erhielt 1850 den Status einer Kathedrale und ist neben Downside Abbey und der Basilica of Our Lady of Walsingham eine von lediglich drei Basilicae minores in England. Damit ist St. Chad’s die erste römisch-katholische Kathedrale, die in England nach der Reformation gebaut wurde.

## Geschichte
Der Bau der St.-Chad’s-Kirche erfolgte auf Veranlassung des örtlichen Apostolischen Vikars und Bischofs Thomas Walsh. Sie war von Anfang an als Kathedralkirche geplant. Der Grundstein wurde im Oktober 1839 gelegt. Die Kirche wurde am 21. Juni 1841 konsekriert. Die offizielle Erhebung zur Kathedrale erfolgte allerdings erst 1850 durch Papst Pius IX., da erst zu diesem Zeitpunkt die römisch-katholischen Diözesen in England wieder eingerichtet wurden.  Schließlich wurde 1911 die Diözese Birmingham zur Erzdiözese erhoben.
In der Kathedrale werden in dem Ziborium über dem Altar die Reliquien des Patrons der Kirche aufbewahrt. Es handelt sich dabei um einige lange Knochen des heiligen Chad. Diese waren ursprünglich in der Kathedrale von Lichfield untergebracht und wurden etwa 1538 von dem Pfründner Arthur Dudley vor der Plünderung während der Reformation gerettet. Dudley gab die Reliquien an seine Nichten weiter, die sie in ihren Familien weitergaben. Erst 1651 tauchten diese wieder auf, als der Farmer Henry Hodgetts verstarb und dem Priester auf dem Sterbebett davon erzählte. Der Priester nahm die Reliquien an sich und brachte sie in das Seminar St. Omer in Nordfrankreich. Im 19. Jahrhundert gelangten die Reliquien von dort aus über Aston Hall zu Bischof Walsh, der gerade darüber zu entscheiden hatte, welchen Patron seine neue Kathedrale erhalten solle. So kam es, dass die Reliquien des Heiligen, der Apostel der Midlands im siebten Jahrhundert war, über dem Altar deponiert wurden. Die Kathedrale von Birmingham ist die einzige Kathedrale in England, die die Reliquien des Schutzpatrons über dem Altar hat. Untersuchungen der Reliquien durch das archäologische Labor der Universität Oxford im Jahr 1985 ergaben, dass bis auf einen Knochen alle tatsächlich aus dem 7. Jahrhundert und damit aus der Zeit des heiligen Chad stammen.
Im Jahr 1941 wurde die Kathedrale von Papst Pius XII. als Kirche mit bedeutenden historischen Verbindungen zur  Basilica minor erklärt. Bei offiziellen Anlässen werden seitdem das Tintinnabulum und der Padiglione als Symbole für eine solche Basilika auf den Stufen des Altars präsentiert.

## Architektur und Ausstattung

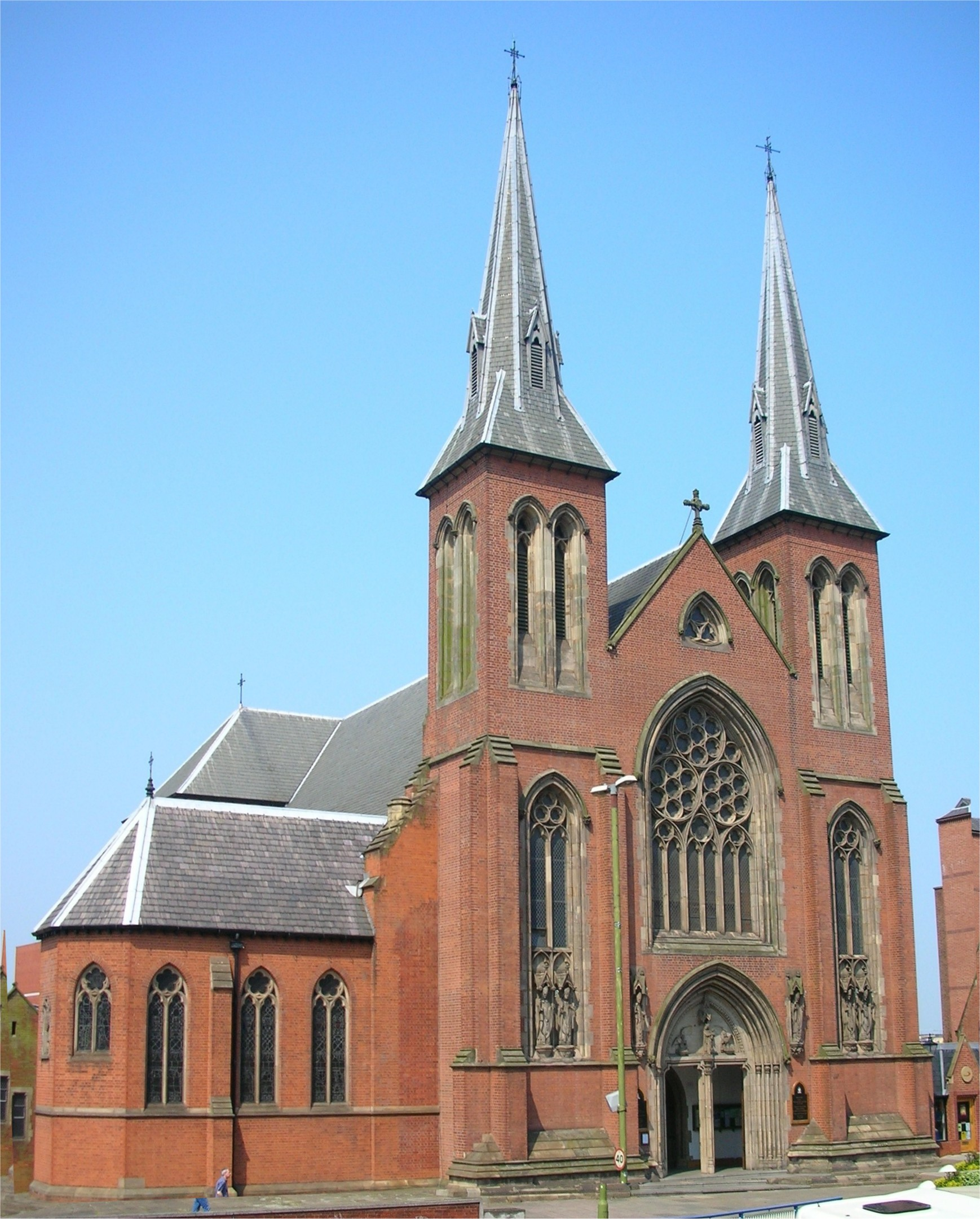
Die Doppelturmfassade von St. Chad’s

St. Chad’s wurde von dem englischen Architekten Augustus Welby Pugin (1812–1852), einem der bedeutendsten Architekten der Neugotik, entworfen. Die Kathedrale war sein erster großer Kirchenbau.
St. Chad’s ersetzte eine kleinere Kirche, die 1808 an der gleichen Stelle gebaut worden war. Aufgrund der örtlichen Gegebenheiten und da als Hauptbaumaterial Backstein genutzt werden musste, ergaben sich im Entwurf der Kirche Einschränkungen. Nur für Details wie Maßwerke und Türfassungen konnte Bath Stone verwandt werden. Da Pugin das Innere möglichst offen und großzügig bauen wollte, orientierte er sich stilistisch an der deutschen Backsteingotik und wählte den Bautypus der Hallenkirche. Das Westwerk erhielt eine Doppelturmfassade mit schmalen Türmen, die denen des Lübecker Doms ähneln. Ein von ihm vorgesehener höherer, die Gesamtproportionen des Außenbaues in ein Gleichgewicht bringender dritter Turm als Vierungsturm wurde allerdings nicht ausgeführt. In Hinblick auf das starke Gefälle des Bauplatzes nach Osten hin sah Pugin unter dem Gebäude eine große Krypta vor, die in erster Linie als Begräbnisstätte für Gemeindemitglieder und Geistlichkeit verwendet werden sollte und heute als Proberaum für den Chor genutzt wird.
Im Inneren ist das Kirchenschiff beinahe doppelt so hoch wie breit. Typisch für eine Hallenkirche besitzt es sehr hohe, von dünnen Pfeilern getragene Arkaden. Diese sind im Altarraum mit farbigen und goldenen Blättern und mit einem schraubenförmigen Muster dekoriert und tragen die Aufschrift Sanctus Sanctus Sanctus Dominus Deus Sabaoth („Heilig, Heilig, heilig, Herr, Gott der Heerscharen“).
Die Holzdecke mit dem geschwungenen, blaugestrichenen Dachstuhl ist mit Monogrammen und floralen Mustern verziert, wie sie auch an den alten Decken der Kathedralen von Ely und Peterborough zu finden sind.
Pugin entwarf die Inneneinrichtung teilweise selbst. Er gestaltete einen Hochaltar unter einem aufwendig ausgearbeiteten Ziborium und den Bischofsstuhl aus Eiche, der mit grünem Samt gepolstert ist und das Wappen der Diözese trägt. Als eines der seinen Stil am typischsten wiedergebenden Werke galt der nicht mehr in der Kirche befindliche Lettner (siehe unten). Andere Einrichtungsgegenstände wie die Kanzel aus dem 16. Jahrhundert und das mittelalterliche Chorgestühl stammen aus verschiedenen Kirchen in Belgien und Deutschland und wurden von dem sechzehnten Earl of Shrewsbury John Talbot gesammelt und gespendet.
Die Bleiglasfenster im Chor der Kirche sind ein Werk von William Warrington. Andere Fenster, Metallarbeiten, Möbel und Gewänder wurden von der Firma John Hardman aus Birmingham ausgeführt. Hardman war ein Gemeindemitglied von St. Chad’s und gründete 1854 die Chorgemeinschaft der Kathedrale. Vier Generationen seiner Familie sind in der Krypta beigesetzt.
Im Jahr 1932 wurde St Chad’s durch die von Pugins Enkel Sebastian Pugin Powell entworfene  St. Edward’s Chapel erweitert. Die Namensgebung der Kapelle soll an den ersten Erzbischof Edward Ilsley und dessen Schutzpatron Eduard den Bekenner erinnern. Die Fenster der Kapelle schildern die Geschichte der Reliquien des heiligen Chad und derjenigen, die der Kirche gedient haben. Außerdem sind einige großartige kirchliche Wappen dargestellt. In den 1960er Jahren wurden eine Reihe von Gegenständen der Inneneinrichtung entfernt und der Innenraum wurde ohne Bezug zum ursprünglichen Entwurf neu gestrichen. Pugins Lettner wurde an die anglikanische Kirche der Heiligen Dreifaltigkeit in Reading weitergegeben, weitere Ausstattungsstücke gingen an andere Kirchen.

### Orgel
Die Orgel wurde 1968 von dem Orgelbauer Nicholson erbaut und 1993 von dem Orgelbauer Walker reorganisiert und erneuert. Das Instrument hat 40 Register auf drei Manualen und Pedal. Die Registertrakturen sind elektrisch.
| I Positive C–c4  |        |
| Stopped Diapason | 8′     |
| Principal        | 4′     |
| Open Flute       | 4′     |
| Nazard           | 2 ⁄3′  |
| Fifteenth        | 2′     |
| Flageolet        | 2′     |
| Tierce           | 1 3⁄5′ |
| Larigot          | 1 ⁄3′  |
| Sharp Mixture IV |        |
| Cremona          | 8′     |
| Tremulant        |        |

| II Great Organ C–c4 |     |
| Bourdon             | 16′ |
| Open Diapason       | 8′  |
| Open Flute          | 8′  |
| Gamba               | 8′  |
| Octave              | 4′  |
| Harmonic Flute      | 4′  |
| Superoctave         | 2′  |
| Grave Mixture II    |     |
| Mixture IV          |     |
| Cornet V            |     |
| Trumpet             | 8′  |

| III Swell Organ C–c4 |     |
| Chimney Flute        | 8′  |
| Salicional           | 8′  |
| Voix Celeste         | 8′  |
| Principal            | 4′  |
| Tapered Flute        | 4′  |
| Gemshorn             | 2′  |
| Mixture IV           |     |
| Bassoon              | 16′ |
| Trumpet              | 8′  |
| Oboe                 | 8′  |
| Clarion              | 4′  |
| Tremulant            |     |

| Pedal Organ C–f1 |     |
| Open Diapason    | 16′ |
| Subbass          | 16′ |
| Octave           | 8′  |
| Bass Flute       | 8′  |
| Superoctave      | 4′  |
| Mixture IV       |     |
| Ophicleide       | 16′ |
| Trumpet          | 8′  |

### Glocken
Im Nordwestturm der Kathedrale hängt ein Glockengeläut von acht Glocken, die 1940 von Taylor Loughborough gegossen wurden. Sie bilden eine diatonische Oktav in F-Dur.